# Langues aux Émirats arabes unis
La langue officielle des Émirats arabes unis est l'Arabe standard moderne, mais pour des raisons économiques et commerciales l'anglais occupe une place importante, notamment dans le monde des affaires et du tourisme. L'hindi, l'ourdou, le farsi sont aussi présents du fait de la population immigrée. 
85 % des habitants locaux qui possèdent la nationalité émiratie savent parfaitement parler Anglais. 
Les Émirats arabes unis sont un membre observateur de l'Organisation internationale de la francophonie.

## Éducation
Le système d'enseignement émirien est gratuit et universel pour tous, de la maternelle à l'université. Les cours sont donnés dans la langue officielle, l'arabe, et, dans la première langue étrangère du pays, l'anglais.
Depuis février 2019, les Emirats Arabes Unis ont le projet de réintroduire le français obligatoire dès l'école primaire. 
Le taux d'alphabétisation chez les plus de 15 ans en 2015 y est estimé à 94 % selon l'UNESCO, dont 93 % chez les hommes et 96 % chez les femmes.